# Matthias Ziesing
Matthias Ziesing (ur. 1980 w Berlinie) – niemiecki aktor telewizyjny, teatralny i filmowy. 

## Wybrana filmografia
- 2007: Kobra – oddział specjalny - odc.: Gniazdo szczurów (Rattennest) jako Rolf Pfeiffer
- 2008: Walkiria jako młody oficer, lanser Wolfa
- 2010: Tatort: Bluthochzeit jako Markus
- 2011: Tatort: Tödliche Ermittlungen jako Torben Brandstetter
- 2012: Telefon 110 jako Dominik Münzer
- 2013: Kobra – oddział specjalny - odc.: Wiejska idylla (Das Landei) jako Manfred Scholz
- 2014: Tatort: Freigang jako Carsten Scheffler
- 2014: Helen Dorn jako Jens Bergheim
- 2014: Tatort: Blackout jako Moritz Lohse
- 2016: Górski lekarz (Der Bergdoktor) jako Peter Geis